# Puerto Ricaans curlingteam (gemengddubbel)
Het Puerto Ricaans curlingteam vertegenwoordigt Puerto Rico in internationale curlingwedstrijden.

## Geschiedenis
Puerto Rico maakte zijn debuut in het gemengddubbel in 2024 tijdens het kwalificatietoernooi voor het wereldkampioenschap curling gemengddubbel. Puerto Rico wist geen enkele wedstrijd te winnen.
Australië · België · Brazilië · Bulgarije · Canada · China · Chinees Taipei · Denemarken · Duitsland · Engeland · Estland · Filipijnen · Finland · Frankrijk · Griekenland · Groot-Brittannië · Guyana · Hongarije · Hongkong · Ierland · India · Israël · Italië · Jamaica · Japan · Kazachstan · Kirgizië · Koeweit · Kosovo · Kroatië · Letland · Litouwen · Luxemburg · Mexico · Mongolië · Nederland · Nieuw-Zeeland · Nigeria · Noorwegen · Oekraïne · Oostenrijk · Polen · Portugal · Puerto Rico · Qatar · Roemenië · Rusland · Saoedi-Arabië · Schotland · Servië · Slovenië · Slowakije · Spanje · Thailand · Tsjechië · Turkije · Verenigde Staten · Wales · Wit-Rusland · Zuid-Korea · Zweden · Zwitserland